# Campeonato de División Intermedia 1925 de la AAmF (Argentina)
El Campeonato de División Intermedia 1925 fue la decimoquinta edición del torneo y la vigésimo séptima temporada de la segunda categoría. También fue el séptimo campeonato organizado por la Asociación Amateurs de Football.
Al certamen se incorporaron: Bella Vista, ganador del triangular por el ascenso de la Segunda División; Colombres y Sp. San Isidro, promovidos de Segunda División; y Compañía General de Buenos Aires, escisión del club de la AAF. También se reincorporaron al torneo Boedo, que se retiró durante el torneo anterior, y Rivadavia, que había desistido de participar, manteniendo la categoría.
El certamen consagró campeón por primera vez a Talleres, tras vencer por 1 a 0 en la final a San Telmo, y ascendió a Primera División.

## Ascensos y descensos
| Pos. | Ascendidos a Primera División 1925 |
| ---- | ---------------------------------- |
| 1.°  | Excursionistas                     |

| Promovidos a Primera División 1925 (AAF) |
| ---------------------------------------- |
| Alvear                                   |
| Colegiales                               |
| General San Martín                       |

| Descendidos de Primera División 1924 |
| ------------------------------------ |
| No hubo                              |

| Pos. | Ascendidos de Segunda División 1924 |
| ---- | ----------------------------------- |
| Red. | Bella Vista                         |
|      | Colombres                           |
|      | Sp. San Isidro                      |

| Afiliados                        |
| -------------------------------- |
| Compañía General de Buenos Aires |

| Descendidos a Segunda División 1925 |
| ----------------------------------- |
| No hubo                             |

| Desafiliados    |
| --------------- |
| Almagro Central |
| Charley         |

El número de equipos disminuyó a 20.

## Sistema de disputa
Los equipos se dividieron en 2 grupos de 10 equipos; 
en cada uno se enfrentaron bajo el sistema de todos contra todos a 2 ruedas. El mejor de cada grupo accedió a la Final, donde se enfrentaron a único partido en cancha neutral para definir al campeón y al ascendido. El certamen no contó con descensos.

## Equipos participantes
| Equipo                           | Ciudad               |
| -------------------------------- | -------------------- |
| Acassuso                         | San Isidro           |
| Alsina                           | Valentín Alsina      |
| Bella Vista                      | Bella Vista          |
| Boedo                            | Buenos Aires         |
| Colombres                        | Buenos Aires         |
| Compañía General de Buenos Aires | Villa Madero         |
| Estudiantes de Bernal            | Bernal               |
| Gimnasia y Esgrima               | Lanús                |
| Honor y Patria                   | Bernal               |
| Liniers                          | Buenos Aires         |
| Lomas                            | Lomas de Zamora      |
| Nacional                         | Adrogué              |
| San Fernando                     | San Fernando         |
| San Isidro                       | San Isidro           |
| San Telmo                        | Buenos Aires         |
| Sud America                      | Buenos Aires         |
| Talleres                         | Remedios de Escalada |
| Villa Ballester                  | Villa Ballester      |
| Wilde                            | Wilde                |

## Sección 1

### Tabla de posiciones
| Pos. | Equipo            | Pts. | J  | G  | E | P | GF | GC | DG  |
| ---- | ----------------- | ---- | -- | -- | - | - | -- | -- | --- |
| 1.°  | San Telmo         | 27   | 16 | 11 | 5 | 0 | 30 | 8  | 22  |
| 2.°  | Acassuso          | 25   | 16 | 11 | 3 | 2 | 28 | 9  | 19  |
| 3.°  | Liniers           | 24   | 16 | 11 | 2 | 3 | 18 | 8  | 10  |
| 4.°  | Villa Ballester   | 17   | 16 | 9  | 1 | 6 | 23 | 12 | 11  |
| 5.°  | Atl. San Fernando | 15   | 16 |    |   |   |    |    |     |
| 6.°  | Nacional (VS)     | 13   | 16 |    |   |   |    |    |     |
| 7.°  | Bella Vista       | 13   | 16 |    |   |   |    |    |     |
| 8.°  | Sp. San Isidro    | 12   | 16 |    |   |   |    |    |     |
| 9.°  | Boedo             | 11   | 16 |    |   |   |    |    |     |
| —    | Rivadavia         | —    | —  | —  | — | — | —  | —  | -28 |

|  | Clasificó a la Final. |

## Sección 2
| Pos. | Equipo                           | Pts. | J  | G  | E | P  | GF | GC | DG  |
| ---- | -------------------------------- | ---- | -- | -- | - | -- | -- | -- | --- |
| 1.°  | Talleres                         | 32   | 18 | 14 | 4 | 0  | 29 | 4  | 25  |
| 2.°  | Compañía General de Buenos Aires | 26   | 18 | 11 | 4 | 3  | 21 | 7  | 14  |
| 3.°  | Honor y Patria (B)               | 21   | 18 | 8  | 5 | 5  | 21 | 11 | 10  |
| 4.°  | Gimnasia y Esgrima (L)           | 20   | 18 | 7  | 6 | 5  | 17 | 12 | 5   |
| 5.°  | Alsina                           | 17   | 18 | 6  | 5 | 7  | 20 | 29 | -9  |
| 6.°  | Estudiantes de Bernal            | 15   | 18 | 5  | 5 | 8  | 20 | 29 | -9  |
| 7.°  | Sud America                      | 13   | 18 | 4  | 5 | 9  | 13 | 23 | -10 |
| 8.°  | Colombres                        | 13   | 18 | 4  | 5 | 9  | 12 | 27 | -15 |
| 9.°  | Lomas                            | 12   | 18 | 4  | 4 | 10 | 13 | 27 | -14 |
| 10.° | Wilde                            | 11   | 18 | 4  | 3 | 11 | 8  | 18 | -10 |

|  | Clasificó a la Final. |

## Final
| 22 de noviembre | San Telmo                                                                            | 0:1 (0:0) | Talleres | Estadio El Gasómetro, Buenos Aires                  |                                                     |
| 16:00           | Romero Somon Nouche Scarpatto Power Pérez Bergamini Repetto Fourcade Canada Leporace | Reporte   | Devoto · Pedroni · Ravizza · Viegas · Monetta · Serramía · García Bianchi · López · González · Artigas · Perinetti · 51' González | Asistencia: 15000 espectadores Árbitro(s): Guassone | Asistencia: 15000 espectadores Árbitro(s): Guassone |

|                              |
|                              |
| Campeón Talleres 1.er título |